# 永島田輝斗
永島田 輝斗（ながしまだ きらと、2003年11月30日 - ）は、神奈川県相模原市出身のプロ野球選手（投手・育成選手）。右投右打。千葉ロッテマリーンズ所属。

## 経歴

### プロ入り前
2歳上の兄の影響で野球を始め、相模原市立大沢中学校時代は軟式野球部で捕手を務めていた。
進学した立花学園高等学校でも1年夏までは捕手をしていたが、監督に肩の強さと投球フォームの良さを買われ、1年秋に投手に転向した。転向時は135km/hだった最高球速が半年後には最速143km/hまでアップ。3年になると最速150km/hに到達し、その急成長ぶりが注目され一躍ドラフト候補に浮上した。3年の春季大会で投手として公式戦デビューし、夏の神奈川県大会は背番号10で4試合中2試合に登板したが、5回戦で日大藤沢にサヨナラ負けを喫し甲子園出場はならなかった。
その後9月9日にプロ志望届を提出し、10月11日に行われたプロ野球ドラフト会議において千葉ロッテマリーンズから育成3位で指名を受けた。11月14日に支度金300万円、年俸230万円（金額は推定）で契約した。背番号は125。

### プロ入り後
2022年はイースタン・リーグで3試合に登板。2回を投げて10四球と制球力に課題を残した。
2023年はイースタン・リーグで9試合に登板。防御率6.43という成績を残した。
2024年はイースタン・リーグで21試合に登板。0勝2敗2セーブ、防御率6.30という成績だった。育成選手の契約期間の3年が経過したため、オフに戦力外通告を受けたが、育成再契約を行った。
2025年はイースタン・リーグで3試合に登板し、防御率は0.00を記録していたが、5月7日に右肘内側側副靱帯再建術（トミー・ジョン手術）および骨棘除去術を受けたことを球団が発表。

## 選手としての特徴・人物
プロ入り時点で投手歴2年弱でありながら、最高球速150km/hのストレートの他、フォークボール、カーブ、スライダーを投げる。

## 詳細情報

### 背番号
- 125（2022年[8] - ）